# Oxera brevicalyx
Oxera brevicalyx là một loài thực vật có hoa trong họ Hoa môi. Loài này được (Moldenke) de Kok mô tả khoa học đầu tiên năm 1999.